# Wandersänger
Als Wandersänger werden beziehungsweise wurden umherziehende Straßenmusiker und -Sänger bezeichnet, die ihre Kunst im öffentlichen Raum, auf Jahrmärkten oder bei ähnlichen Gelegenheiten darbieten. Sie leben überwiegend von kleinen Geldspenden der Passanten oder Marktbesucher und werden heute nicht viel anders als Bettler eingestuft. Früher hatten sie vielfach einen höheren sozialen Status, indem sie unter anderem Nachrichten verbreiteten oder die Funktion von Geschichtenerzählern ausübten.
Das Berufsbild des Wandersängers gibt es zumindest seit der frühgriechischen Antike, wo sie Aöden (von ἀοιδός, singender Dichter) genannt wurden. Schon in vorhomerischer Zeit waren die besten dieser Dichter-Sänger oft in bedeutenden Königshäusern tätig – wie beispielsweise die Odyssee über Demodokos beim König der Phäaken berichtet – während ihre namenlosen Zunftgesellen auf den Straßen herumzogen und wohl von milden Gaben und nur gelegentlichen Engagements lebten.
Im europäischen Mittelalter vermischte sich das Bild des Wandersängers oder -Musikers teilweise mit dem des Wandergesellen, von denen die musikalisch begabteren den Straßengesang längerer Arbeitslosigkeit vorzogen. In den Komödien Johann Nestroys kommen häufig vazierende Gesellen vor, die diesen Rollenwechsel auch in seinen sozialen Komponenten deutlich machen.
Als Straßensänger und Straßenmusiker sind manchmal Jugendliche unterwegs, die sich durch ihre Kleinkunst einen Teil der Reisekosten verdienen. Vereinzelt entwickeln sich aus ihnen gefragte Musiker, wie etwa die brasilianischen Embolada oder einige moderne Rapper.